# Шерешевское Евангелие
Ше́решевское Евангелие — белорусский рукописный памятник XVI века.

## История создания
Создано на территории Беларуси в 1495 (по иным сведениям, в середине XVI в.). названо по записи на одной из страниц, где видно, что в XVII и XIX вв. оно было напрестольным в Пречистенской церкви Шерешево Пружанского района, бывшим некогда местечком Великого княжества Литовского.

## Художественное оформление
Текст выполнен красной и чёрной красками, художественное оформление состоит из четырёх миниатюр с изображениями евангелистов, пяти заставок, рисунков на полях (растительная орнаментика) и инициалов.
Особенности миниатюр, выполненных красной, коричневой и золотисто-зелёной красками, типично для белорусской художественной школы: простонародность крестьянского типажа, черты готики в трактовке архитектурных кулис (стрельчатые окна), ромбовидная орнаментика нимбов.
Хранится в Национальном художественном музее Беларуси.